# 천곡중학교 (광주)
천곡중학교(泉谷中學校)는 대한민국 광주광역시 광산구 월계동에 위치한 공립 중학교이다.

## 학교 연혁
- 2000년 12월 19일 : 천곡중학교 설립인가 (27학급)
- 2001년 3월 1일 : 초대 강정혜 교장 취임
- 2001년 3월 5일 : 제1회 입학식 (10학급 412명)
- 2001년 3월 20일 : 개교식
- 2014년 3월 1일 : 시교육청지정 진로교육 연구학교 운영(2년)
- 2017년 3월 1일 : 인성교육 특색프로그램 운영
- 2021년 3월 1일 : 시지정 환경교육 연구학교(2년)
- 2023년 9월 1일 : 제13대 신인숙 교장 취임
- 2025년 1월 10일 : 제22회 졸업식(4학급 102명) (총 5,273명)
- 2025년 3월 4일 : 제25회 입학식(5학급 129명)

## 참고 자료
- 천곡중학교 - 한국교육학술정보원 학교알리미